# 羧酸
羧酸，有機酸的一種，是帶有羧基的有機化合物，通式是R-COOH。羧基的化學式為-C(=O)OH，通常寫成-COOH或-CO2H，它是由一個羰基（>C=O）和一個羥基（-O-H）組成的複合官能基。羧酸是質子（H+）授予者，也就是質子酸（布-洛酸）。可分為脂肪酸及芳香酸二大類。

羧酸的平面結構

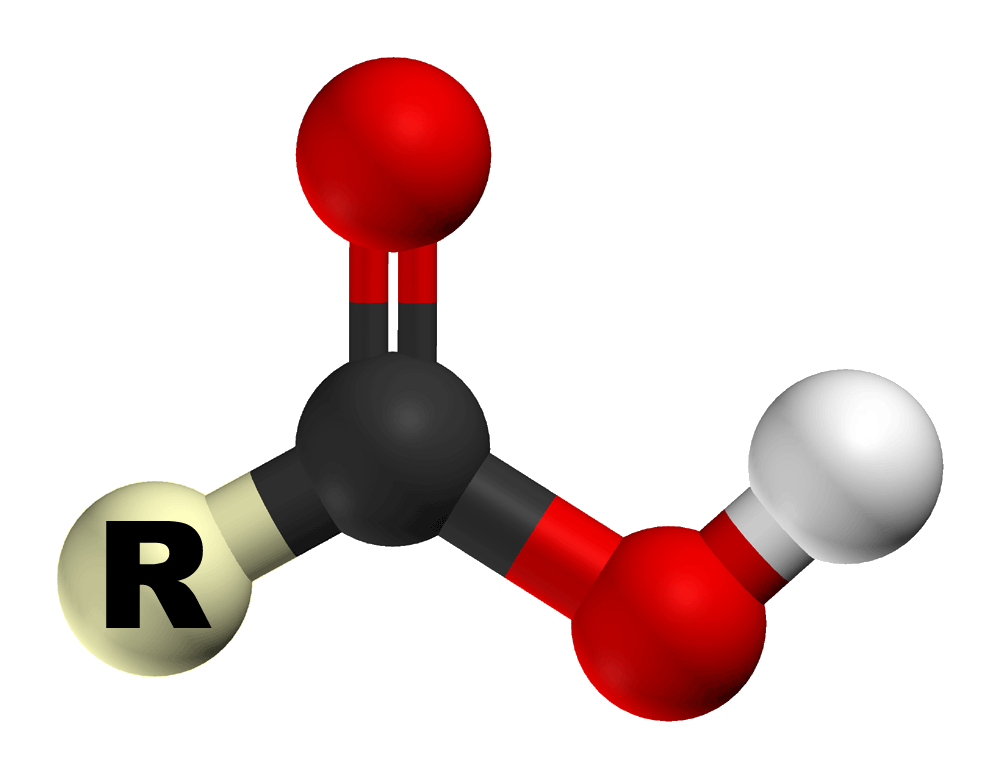
羧酸的三維結構

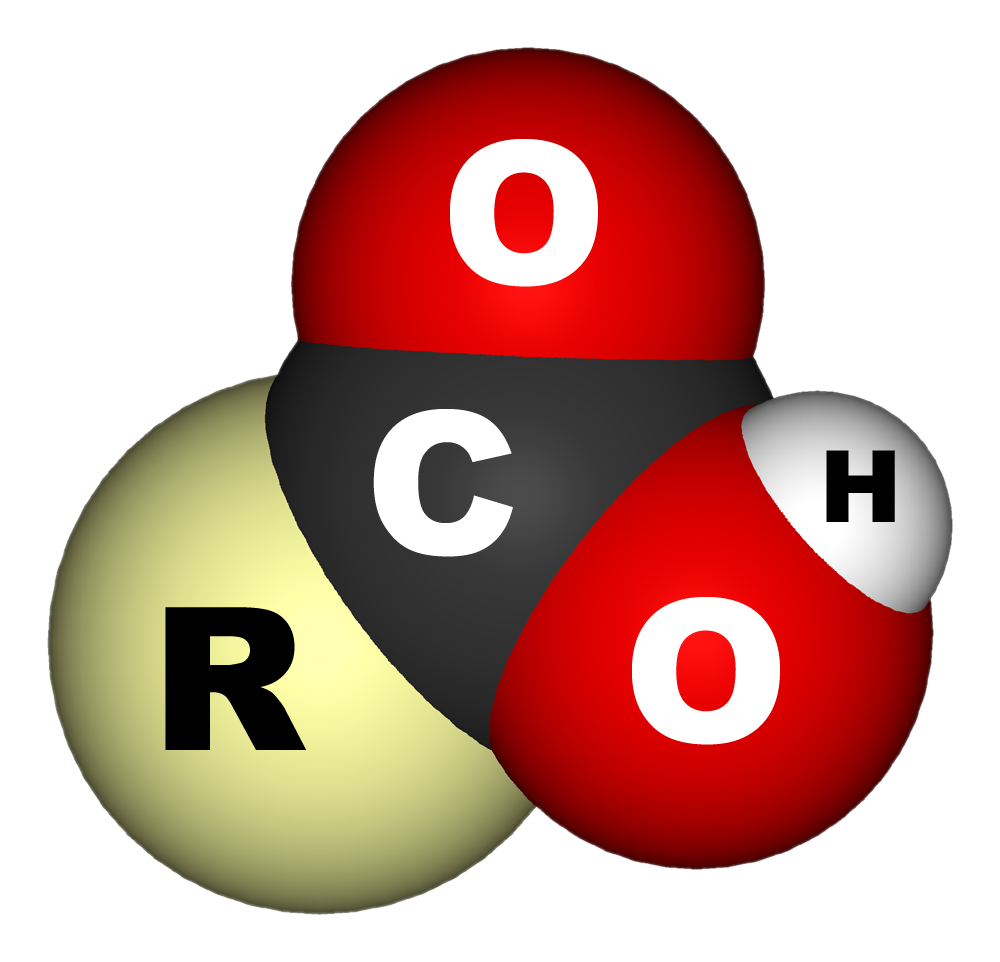
羧酸的空間填充模型

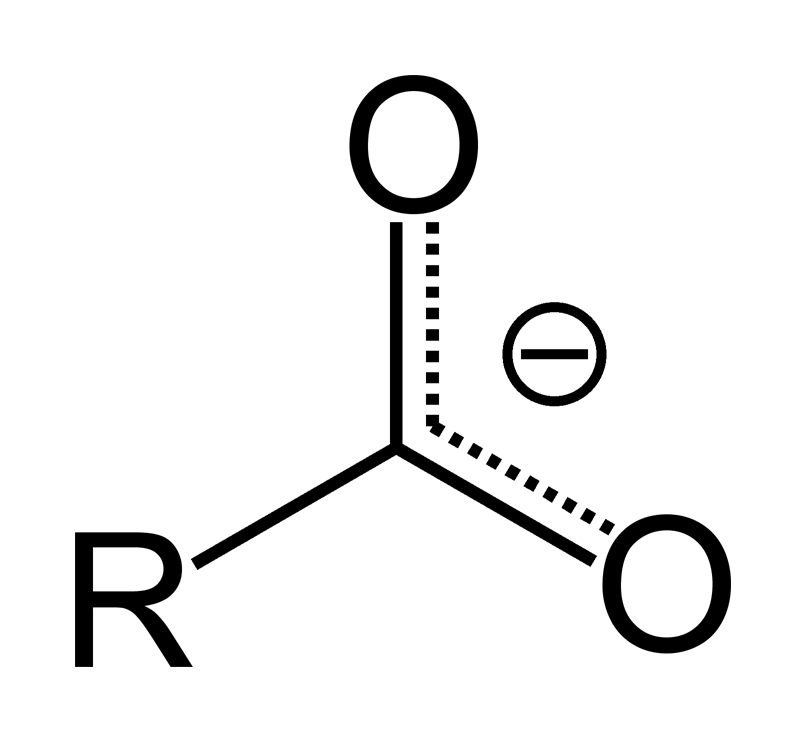
羧酸根離子

螞蟻和蜜蜂的分泌液中含的甲酸H-COOH、使醋有酸味的乙酸CH3-COOH...等都是常見的羧酸。擁有兩個羧基的分子叫二酸，最簡單的分子是由兩個羧基結合而成的草酸(COOH)2。其他像是可在檸檬中發現的檸檬酸和酸豆內含的酒石酸都是自然界中重要的羧酸。
羧基去質子化以後的共軛鹼便是含有羧酸根負離子（-COO−）的羧酸鹽，與醇類混合經酯化反應後形成羧酸酯。羧酸離子因為共振而比較穩定，因此其酸性會比醇類物質高。

## 化學性质

羧酸常以二聚體形式存在 (虛線為氫鍵)

因為羧基由能產生氫鍵的羥基和羰基組成，所以所有羧酸都具有極性。 存在於非極性物質中的羧酸常以二聚體的形式存在。碳數較少的羧酸（C1～C5）較能溶於水，而隨著碳數增加就越難溶於水，但羧基所接的烷基碳數較多的羧酸卻比較能溶於極性較小的醚類跟醇類物質。
從結構中可以預期羧酸是極性的，它可以跟同類或其他分子生成氫鍵，所以羧酸跟醇有相似的溶解性。它們都可溶於非極性有機溶劑如苯、醚，也可溶於極性有機溶劑如二氯甲烷、乙酸乙酯等。甲酸、乙酸、丙酸、丁酸可溶於水。
氣態的羧酸常以二聚體形式存在，所以與相若分子量的其他化合物相比，它有異常高的沸點。例如丁酸的沸點為164℃，丁醇的沸點則只有118℃。
常温下，甲酸、乙酸、丙酸是具有刺激性气味的液体，丁酸至壬酸是有不舒服气味的油状液体，10个碳以上的一元羧酸是无味的蜡状固体，二元羧酸和芳香族羧酸是结晶态的固体。
羧酸分子可能因分子間氫鍵而產生偶合，導致所測得之分子量為原本的１～２倍。

### 酸性
在O-H键断裂时，羧基解离出氢离子，表现出酸性。
羧酸是弱酸，可以和碱反应生成盐和水。如：{\displaystyle {\ce {CH3COOH +NaOH -> CH3COONa +H2O}}}

#### 誘導效應
如果羧酸上有拉電子基，那麽該羧酸的酸性會增强。拉電子基會令成鍵電子對都偏向它那端，羧基上的氫較易解離，負電荷得以分散，從而穩定羧酸根離子，增强酸性。同時，碳雜化軌道中s成分越多，拉電子的能力越來越强，因此酸性越强。

## 合成方法
- 醇或醛的氧化作用：在酸性環境中將伯醇或醛跟強氧化劑如高錳酸鉀或亞氯酸鈉加熱：
  - RCH2OH + [O] → RCOOH
  - RCHO + [O] → RCOOH
- 酯、酰氯、酰胺或腈的水解
  - RCOOR' + H2O + [H+] → RCOOH + R'OH
  - RCN + H2O + [H+] → RCOOH + NH3
- 格氏試劑
  - R-X + Mg → R-MgX
  - R-MgX + CO2 → R-COOMgX
  - R-COOMgX + [H+] → RCOOH

## 反應
羧酸是酸的一種，它會與鹼反應生成鹽，例如乙酸會與氫氧化鈉反應生成乙酸鈉：
CH3COOH + NaOH → CH3COONa + H2O
羧酸根不是一個強力的親核試劑，所以它不常用來作親核取代反應。不過，當遇上強力的親電試劑，羧酸根亦會有反應：
RCOOH + CH2N2 → RCOOCH3 + N2
酯化反應：羧酸跟醇發生酯化反應，生成酯跟水。該反應是可逆的。例子：乙酸跟乙醇反應生成乙酸乙酯和水。
還原：羧酸可被氫化鋁鋰還原成一級醇。
羧酸可以跟亞硫酰氯、三氯化磷或五氯化磷反應生成酰氯，繼而製備其他的羧酸衍生物，如酰胺等。製備酰氯的反應式如下：
R-COOH + SOCl2 → R-COCl + SO2 + HCl
3R-COOH + PCl3 → 3R-COCl + H3PO3
R-COOH + PCl5 → R-COCl + POCl3 + HCl

## 檢驗
羧酸具有酸的通性，可以與碳酸鈉或碳酸氫鈉反應而生成二氧化碳。此氣體可將石灰水變乳濁。

## 外部連結
- Carboxylic acids pH and titration – freeware for calculations, data analysis, simulation, and distribution diagram generation （页面存档备份，存于）